# 耻骨宫颈韧带
耻骨宫颈韧带（pubocervical ligament），是一个韧带连接子宫到耻骨联合。
当妇女患有阴道脱出病症时，耻骨宫颈韧带的胶原质会流失。

## 相关
- 膀胱突出（英语：Cystocele）